# Züberwangen
Züberwangen ist eine Ortschaft in der politischen Gemeinde Zuzwil im Wahlkreis Wil des Ostschweizer Kantons St. Gallen, die aus den Dörfern Züberwangen und Weieren besteht. Züberwangen liegt nördlich der Thur und der Autobahn A1 zwischen Wil und Zuzwil.

## Geschichte
Weieren wurde erstmals 762

Züberwangen im Jahr 1954

und Züberwangen in der Henauer Urkunde 774 erwähnt.
Die Kapelle der St. Maria Magdalena ist bereits im Jahre 1423 nachgewiesen. 1774 wurde Züberwangen von Wil losgelöst
und die Pfarrei Züberwangen-Weieren errichtet.
Das Äussere der Pfarrkirche zeigt noch deutlich die alte Kapelle mit dem späteren Anbau.
1803 entstand aus Züberwangen, Zuzwil und Weieren die Politische Gemeinde Zuzwil im damals neuen Kanton St. Gallen, 1837 folgte die Zusammenlegung der drei Ortsgemeinden.
Der Ackerbau wurde ab dem 19. Jahrhundert zunehmend durch Vieh- und Milchwirtschaft sowie bis zur Mitte des 20. Jahrhunderts durch den Obstbau verdrängt. Ab 1960 erfuhr Züberwangen einen gewerblichen Aufschwung.
Im Jahre 2004 feierte Züberwangen/Weieren das 1250-jährige Bestehen.

## Bürgerkorporationen
In Züberwangen und Weieren besteht je eine Bürgerkorporation, die Landwirtschaftsboden und Wald besitzt. Dabei handelt es sich – im Gegensatz zu Korporationsgemeinden oder Ortsgemeinden in vielen anderen St. Galler Ortschaften – nicht um öffentlich-rechtliche, sondern um privatrechtliche Korporationen. Der frühere Name «Thurwuhrkorporation Weieren» deutet auf den ursprünglichen Hauptzweck der Korporation hin.